# Norra Finnskoga kyrka
Norra Finnskoga kyrka är en kyrkobyggnad som tillhör Övre Älvdals församling i Karlstads stift. Kyrkan ligger i orten Höljes i Torsby kommun.

## Kyrkobyggnaden
Första kyrkobyggnaden i Norra Finnskoga var en träkyrka uppförd åren 1834-1838 efter ritningar av arkitekt Per Axel Nyström. I februari 1968 brann kyrkan ned under en pågående renovering. Man höll på att bränna bort gammal färg och en gnista från en värmelampa antände kyrkan. En hel del fasta inventarier brann upp, men i och med renoveringen var många lösa inventarier var bortförda och klarade sig. Altartavlan, korfönstret och kyrksilvret räddades.
Nuvarande träkyrka uppfördes efter ritningar av arkitekt Lars-Erik Havstad och invigdes 1969.
Kyrkobyggnaden består av ett rektangulärt långhus med nordostlig-sydvästlig orientering. Vid nordöstra sidan finns ett rakt avslutat kor och under läktaren vid sydvästra sidan är vapenhus och sakristia inhysta.
Ytterväggarna är brädfodrade och vitmålade och det branta sadeltaket är klätt med kopparplåt.
Kyrkorummets tak är uppbyggt av stödjande limträbalkar och klätt med furupanel. Golvet är belagt med öländsk kalksten.

## Inventarier
- Altare, predikstol och dopfunt är ritade av kyrkans arkitekt Havstad.
- Dopfunten är byggd av omålat trä och består av fyra armar som bär upp en cirkel. I denna vilar ett halvklot som bär upp ett dopfat av mässing.

### Orgel
- Innan 1923 stoden 5 stämmig orgel i kyrkan.
- 1923 byggde Olof Hammarberg, Göteborg en orgel med 6 stämmor. Den förstördes i eldsvådan 1968.
- I korets vänstra sida finns en orgel byggd 1969 av Grönlunds Orgelbyggeri AB i Gammelstad. Orgeln har tio stämmor med två manualer och pedal. Orgeln är mekanisk.

| Huvudverk I  | Svällverk II      | Pedal      | Koppel |
| Rörflöjt 8’  | Gedackt 8’        | Subbas 16’ | I/P    |
| Principal 4’ | Rörflöjt 4’       | Oktava 4’  | II/P   |
| Waldflöjt 2’ | Principal 2’      |            | II/I   |
| Mixtur 2 ch  | Vox humana 8’     |            |        |
|              | Tremulant         |            |        |
|              | Crescendosvällare |            |        |